# Uranus (mitologie)
Uranus (Οὐρανός, în greaca veche, Ouranos însemnând cer sau rai), a fost unul dintre zeii primordiali în mitologia greacă, reprezentând personificarea cerurilor, considerat zeul cerului. Corespondentul său în mitologia romană era Caelus.

## Genealogie
Majoritatea grecilor îl considerau pe Uranus un zeu primordial, crezând că a fost născut din Haos. Dar Hesiod, în poemul său genealogic „Teogonia”, prezintă originea lui Uranus în Gaia.
Alcman și Callimah, însă, îi atribuie lui Uranus și un tată, Aether, zeul luminii raiului și al aerului pur superior.
Cicero, în De Natura Deorum (Despre natura zeilor), spune că Uranus își are originea în zeii antici Aether și Hemera, aer și ziuă.
Conform cu Orfismul, Uranus a fost fiul lui Nyx, personificarea nopții.

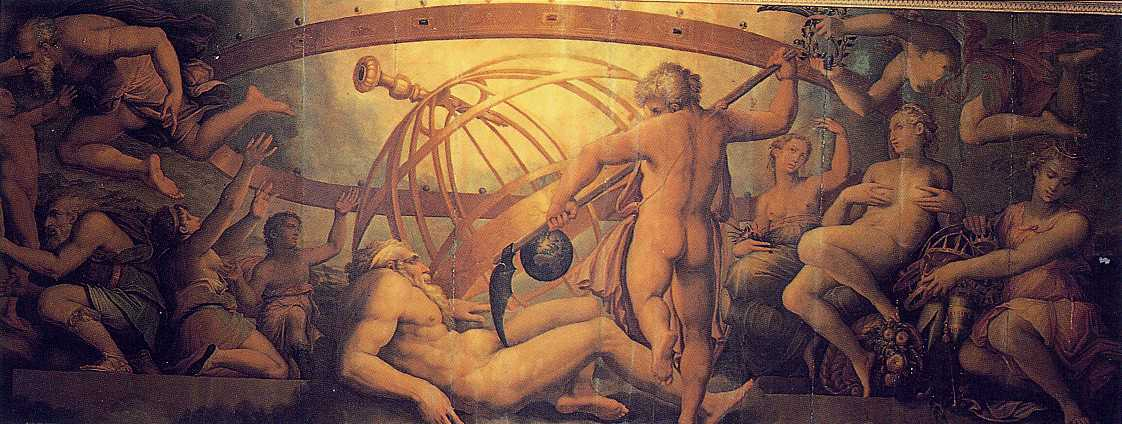
Castrarea lui Uranus
Frescă de Giorgio Vasari și Gherardi Christofano
(Palazzo Vecchio, Florența)

## Urmași ai lui Uranus
După Hesiod, printre fiii lor se numărau Titanii: șase fii (Oceanus, Coeus, Crius, Hyperion, Iapetus și Cronos) și șase fiice (Theia, Rhea, Themis, Mnemosyne, Phoebe și Tethys). Alți urmași sunt: Ciclopii, (care se numesc Brontes, Steropes și Arges și sunt cunoscuți mai târziu ca "giganții cu un singur ochi"), și cei trei monștri numiți Hecatonchiri, fiecare având o sută de mâini și 50 de capete. Numele lor sunt Briareus, Cottus și Gyges. Alți copii ai lui Uranus și ai Gaiei sunt Erinye-le, care sunt spirite ale pedepsei și zeițe ale răzbunării. Erinye-le răzbunau relele făcute familiei, mai ales crima în cadrul familiei. După ce Uranus a fost castrat, sângele său a căzut pe pământ (Gaia) și astfel au fost concepuți Giganții. Aceștia aveau înfățișări monstruoase și erau foarte puternici. În mod similar, în unele versiuni, se presupune că Afrodita s-a născut din spuma creată de organele sexuale ale lui Uranus, după ce au fost aruncate în mare de fiul său, Cronos.
Uranus era înfricoșat la vederea copiilor săi, Ciclopii și Hecatonchirii. (Într-o versiune diferită, Uranus era speriat de puterea lor uriașă și de faptul că îl puteau detrona foarte ușor). I-a ascuns departe în Tartar (măruntaiele pământului), în Gaia, cauzându-i astfel dureri intense. Disconfortul era atât de mare, încât l-a rugat pe fiul său cel mai tânăr, Cronos, să-și castreze tatăl, pentru ca fertilitatea lui să dispară și ca alți urmași monstruoși să nu mai apară. Pentru a îndeplini acordul, Gaia a făcut o secere din adamanțiu, pe care i-a dat-o lui Cronos. În acea noapte, Uranus a venit să se culce cu Gaia. Pe când zeul cerului se apropia, Cronos a lovit cu secerea și i-a tăiat lui Uranus organele genitale . Din sângele care a căzut din rană s-au născut nimfe și giganți, iar când Cronos a aruncat organele în mare, o spumă albă a apărut. Din această spumă s-a născut Afrodita, zeița dragostei și a pasiunii.
O versiune ușor diferită ne spune că Uranus, fiind atât de vast, o putea acoperi pe Mama Pământ (Gaia) și putea foarte ușor să profite de ea, dar Gaia, obosită de fertilitatea exuberantă a ei, i-a rugat pe fiii săi să o elibereze de îmbrățișarea excesivă a lui Uranus. Toți au refuzat, în afară de Cronos. Înarmat cu o secere, l-a castrat pe Uranus, iar sângele care a căzut a dat naștere Erinye-lor (Furiilor), Giganților și Meliae-lor (nimfe ale copacilor cenușă manna). Și când Cronos a aruncat secera în mare, Insula Corfu a apărut.)
După ce Uranus (cerul) a fost demasculinizat, cerul s-a despărțit de Gaia (pământul) și Cronos a devenit regele zeilor. Mai târziu, Zeus (fiul lui Cronos) l-a detronat pe tatăl său și a devenit zeul suprem al Pantheonului grec.
1. mit Gaia
  1. Titani
    1. Oceanus
    2. Tethys ♀
    3. Coeus
    4. Phoebe ♀
    5. Hyperion
    6. Theia ♀
    7. Iapetus
    8. Themis ♀
    9. Crius
    10. Mnemosyne ♀
    11. Cronos
    12. Rhea ♀

  2. Ciclopi
    1. Brontes
    2. Steropes
    3. Arges

  3. Hecatonchiri
    1. Briareus
    2. Cottus
    3. Gyges
2. nu este mamă adevărată
  1. Afrodita
  2. Erinyen
    1. Alekto
    2. Megaira
    3. Tisiphone

  3. Gigant
    1. Alkyoneus
    2. Athos
    3. Klytios
    4. Enkelados
    5. Porphyrion
    6. Echion

  4. Meliade